# Hamtic
Hamtic es un  municipio de tercera categoría en la provincia de Antique, Filipinas Según el censo de 2015, tiene una población de 48 592 personas.
Hamtic fue llamada originalmente Antique, después de qué la provincia se constituyera. Es la ciudad más vieja y la primera capital de la provincia antes de que  esta se transfiriera a San José de Buenavista en 1802.

## Geografía
Hamtic está localizada en las coordenadas 10°42′N 121°59′E a 7 kilómetros de la capital provincial, San José de Buenavista.
Según la Autoridad de Estadística de Filipinas, el municipio tiene una extensión de 113.03 kilómetros cuadrados  constituyendo el 4.14% de los 2,729.17 kilómetros cuadrados de Antique.

### Demografía
En el 2015 censo, Hamtic tuvo una población de 48,592. La densidad de población era de 430 habitantes  por kilómetro cuadrado.

### Evolución demográfica
| Gráfica de evolución demográfica de Hamtic entre 1960 y 2015 |
|                                                              |

### Lugares de interés
Hamtic es un lugar lleno de reliquias de gran importancia para la historia de Antique: 
- Malandog Marker: Cuenta la leyenda de los 10 borneanos Datus. Se refiere a los diez caciques que supuestamente se aventuraron a la Isla de Panay abordando un bote llamado balangay (o barangay) para evadir al tiránico gobernante de Borneo, Datu Makatunaw. Se cree que los Datus fueron los padres de las Filipinas precoloniales. Fueron los siguientes: Datu Puti (y esposa, Piangpangan), Datu Sumakwel (y esposa, Kapinangan), Datu Bangkaya (y esposa, Katurong), Datu Paiborong (y esposa, Pabilaan). ), Datu Paduhinogan (y esposa, Tibongsapay), Datu Dumangsol, Datu Libay, Datu Dumangsil, Datu Domalogdog y Datu Balensuela. Según la leyenda, con la llegada del Datus, los habitantes locales de las islas, los Aeta, se aterrorizaron, pero el diplomático Datu Puti le dijo a Marikudo, el jefe de los nativos, que tenían intenciones pacíficas. Más tarde, ambas partes entraron en una alianza comercial. Marikudo invitó a los datus a una fiesta, durante la cual los diez jefes negociaron la compra de la Isla de Panay por un salakot de oro. Como los Aetas encontraron la tierra abrumadoramente vasta para ellos, se retiraron al bosque, dejando a los Datus con la tierra que dividieron entre sí (es decir, Aklan, Irong Irong y Hamtik), lo que llevó al nacimiento de la población y la cultura filipinas.

- Cementerio español
- Estatua del General Leandro Fullon, que describe el nacimiento de la República
- Estatua de Evelio B. Javier.
- Iglesia de Santa Mónica

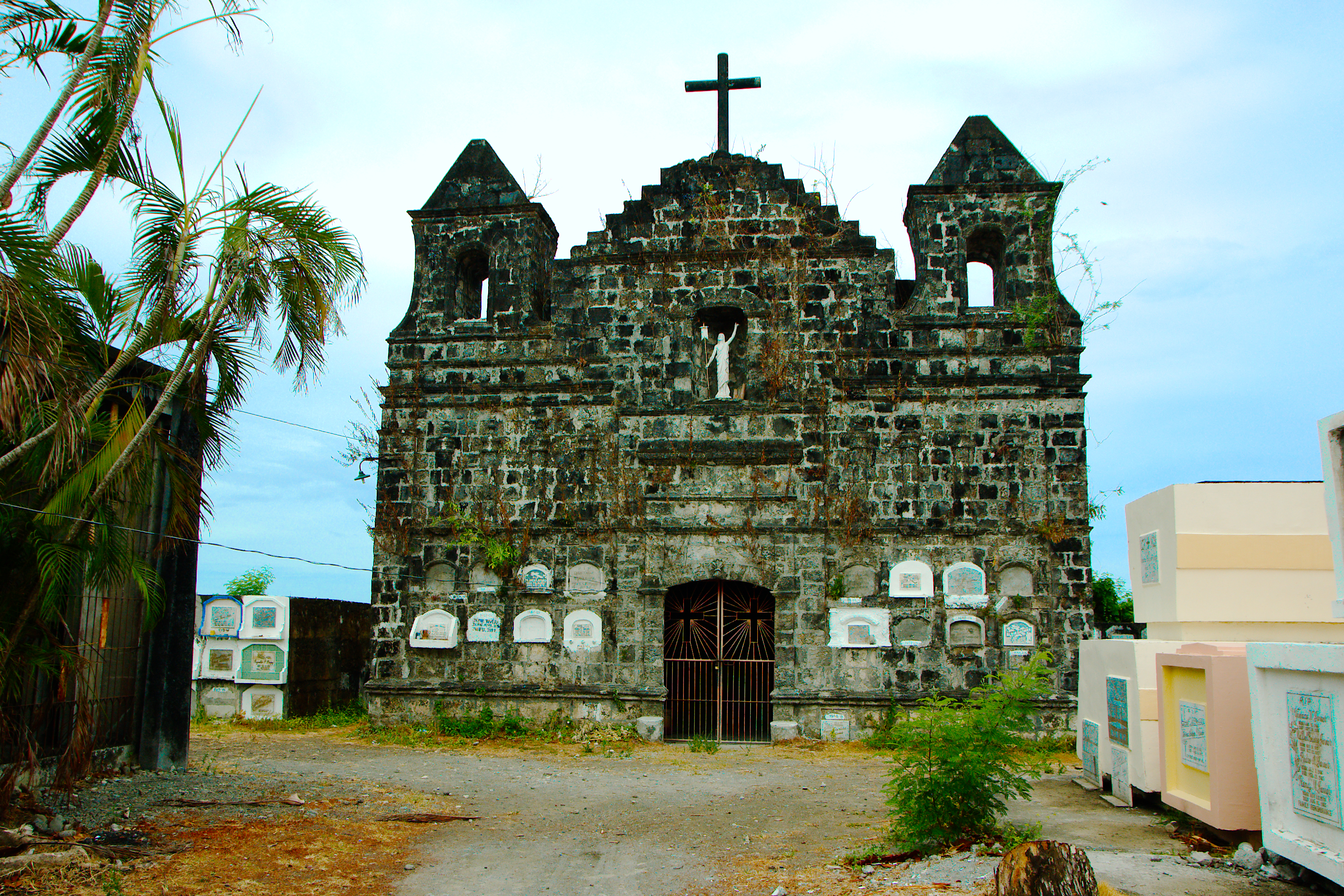
Capilla en el cementerio español
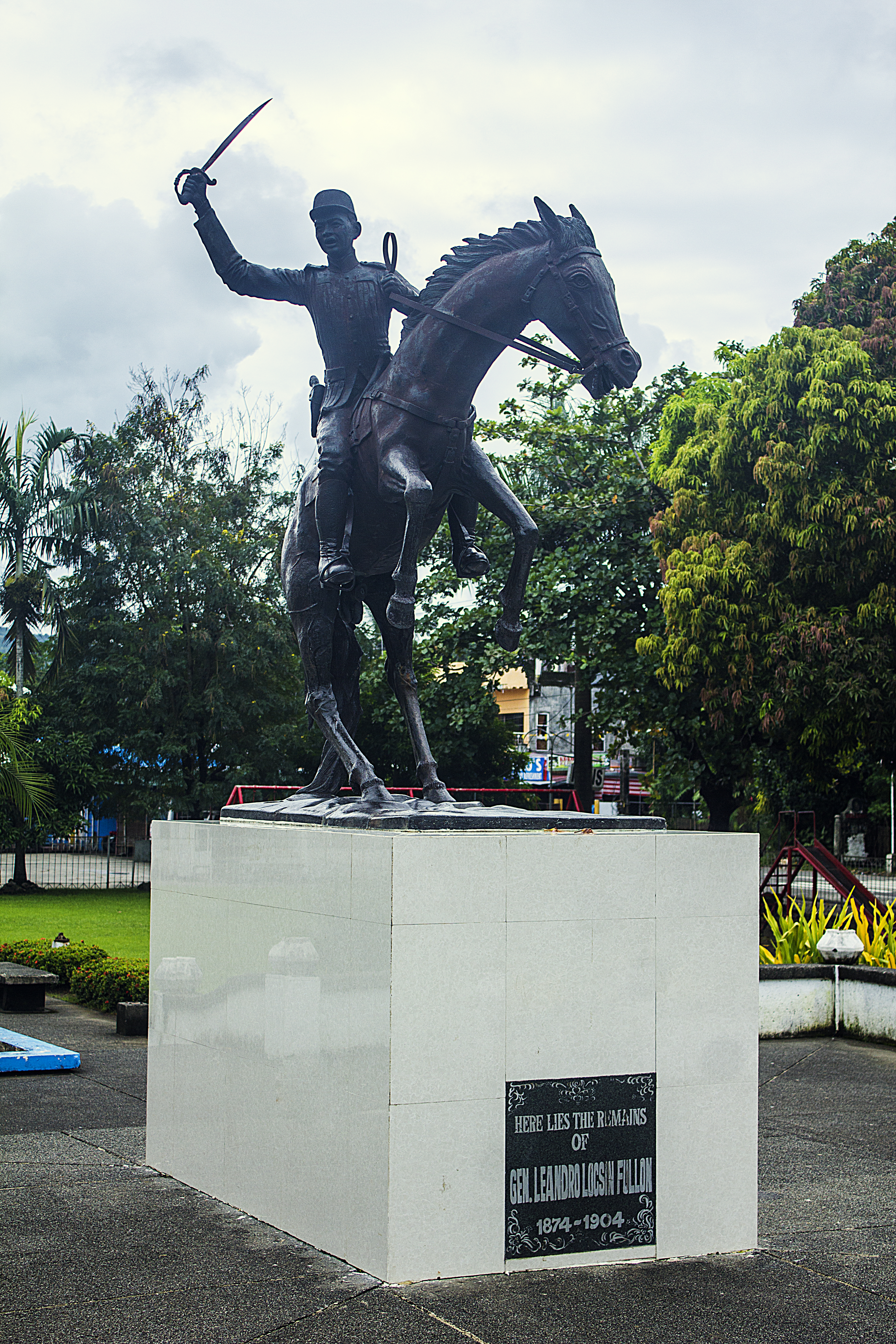
Estatua del General Leandro Fullon

### Barangays
Hamtic está políticamente subdividida en 47 barangays (barrios o distritos).